# Liolaemidae
Liolaemidae (лат.) — семейство игуанообразных ящериц.
Представители семейства обитают на юге южноамериканского континента.
В семействе есть высокогорные виды, активные при температурах чуть выше 0 °С. Эти виды живородящи, причём беременность длится до 10 месяцев.

## Классификация
На конец 2011 года в семействе насчитывалось 258 видов, входящих в 3 рода:
| Латинское название | Русское название                    | Количество видов |
| ------------------ | ----------------------------------- | ---------------- |
| Ctenoblepharys     | ктеноблефарисы                      | 1                |
| Liolaemus          | лиолемусы                           | 223              |
| Phymaturus         | фиматурусы, или высокогорные игуаны | 34               |

Ранее семейство рассматривалось как подсемейство Liolaeminae в составе игуановых (Iguanidae), а затем Tropiduridae.